# المسافر (فلم)
المسافر  هو فيلم مصري إنتاج 2010. وهو أول فيلم تنتجه الحكومة المصرية، بعد انسحابها من إنتاج الأفلام في نهاية السبعينيات.

## القصة
تدور أحداث الفيلم حول ثلاث أيام في سنوات مختلفة من خلال عامل البريد والتغييرات التي يتعرض لها خلال هذه السنوات المختلفة في ظل المناخ السياسي والاجتماعي

## الممثلين
- عمر الشريف بدور حسن - في مرحلة الشيخوخة
- خالد النبوي بدور حسن - في مرحلة الشباب
- سيرين عبد النور بدور نورا
- بسمة
- شريف رمزي
- عمرو واكد
- علاء مرسي بدور البوسطجي
- يوسف عيد ضيف شرف
- درة ضيفة شرف
- سناء طاهر بدور مذيعة

## روابط خارجية
- مقالات تستعمل روابط فنية بلا صلة مع ويكي بيانات